# ジル (企業)
有限会社ジルとはSTUDIO27のブランドで主にレジンキャストを主体とした自動車の模型の開発、製造、販売を手がける神奈川県藤沢市の企業である。

## 概要
他社が製品化しない一般的な射出成型では採算の取れない比較的マイナーな車種をレジンキャストを主体としたキットで製品化してSTUDIO27のブランドで販売する。開発の工程にはCAD、CAM、3Dプリンター等、最新の設備を導入している。他社と比較して新製品の開発ペースは速く、実車が登場してから早いものでは半年以内に製品化したり、年に数種類のキットを製品化する。